# Pier Filippo Mazza
Pier Filippo Mazza (Città di San Marino, 20 agosto 1988) è un calciatore sammarinese, centrocampista svincolato.

## Carriera

### Club
Dal 2009 al 2012 gioca nel Sant'Ermete, squadra della Promozione emiliana.

### Nazionale
Conta 16 presenze nella Nazionale sammarinese.